# Baba Sule
Baba Sulemaye  escolteu-ho (?·pàg.) (nascut el 7 de novembre de 1978), conegut com a Baba Sule, és un futbolista retirat de Ghana que va jugar de migcampista.

## Carrera de club
Nascut a Kumasi, Sule va arribar a Espanya encara sense 18 anys procedent del seu club natal Cornerstones FC, i va passar a representar al país RCD Mallorca, CD Ourense, CD Leganés, UE Lleida, Tomelloso CF, CD San Isidro, UE Rapitenca i CF Rayo Majadahonda en una estada que duraria 11 anys, a Segona Divisió però també molt inferior, amb uns resultats individuals molt pobres: la 1996–97, només va jugar tres vegades quan el Mallorca va tornar a la primera divisió; Al llarg de cinc temporades, també a la segona, només va jugar set partits de Lliga amb el madrileny CD Leganés a causa de dues greus lesions al genoll.
El 2008, ja amb passaport espanyol, Sule va tornar a l'Àfrica, signant amb l'equip nigerià Kwara United FC. Va tornar a Espanya després de la seva jubilació per lesions, treballant com a electricista, conductor personal de David de Gea –abans que el porter no obté el carnet de conduir– i més tard equipador del CF Fuenlabrada de Segona Divisió B.